# Ademir da Guia
Ademir Ferreira da Guia (Rio de Janeiro, 3 de abril de 1942) é um ex-futebolista brasileiro que atuava como meio-campista.
É considerado pela torcida e pela imprensa o maior ídolo da história do Palmeiras, no qual foi titular absoluto por mais de dezesseis anos durante a época da chamada "Academia", onde era o craque e a figura central. Classificado pela crítica especializada como um dos melhores jogadores do futebol brasileiro de todos os tempos, é também o jogador que mais vezes vestiu a camisa alviverde em todos os tempos, com 902 jogos. Pela classe com que jogava, herdou parte do apelido de seu pai, Domingos da Guia, o "Divino Mestre", e passou a ser chamado de "Divino".
Também é tido como um dos craques mais injustiçados da história do futebol brasileiro, pois durante toda a sua longa carreira, foi convocado apenas 14 vezes para a Seleção e disputou apenas uma partida em Copas do Mundo, a de 1974, quando o Brasil já estava desclassificado, na disputa pelo 3º lugar contra a Polônia, tendo ainda assim sido substituído no intervalo por Mirandinha.
Graças a Ademir e aos demais jogadores da Academia, o Palmeiras foi um dos únicos times brasileiros a fazer frente ao Santos de Pelé. Durante a passagem do "Divino" pelo alviverde, o Verdão foi pentacampeão brasileiro.
Anos depois de ter encerrado a carreira como desportista, Ademir da Guia foi vereador da cidade São Paulo em 2004. Concorreu, sem sucesso, a uma vaga de deputado estadual nas eleições em São Paulo em 2014 pelo Partido Republicano Progressista.

## Biografia

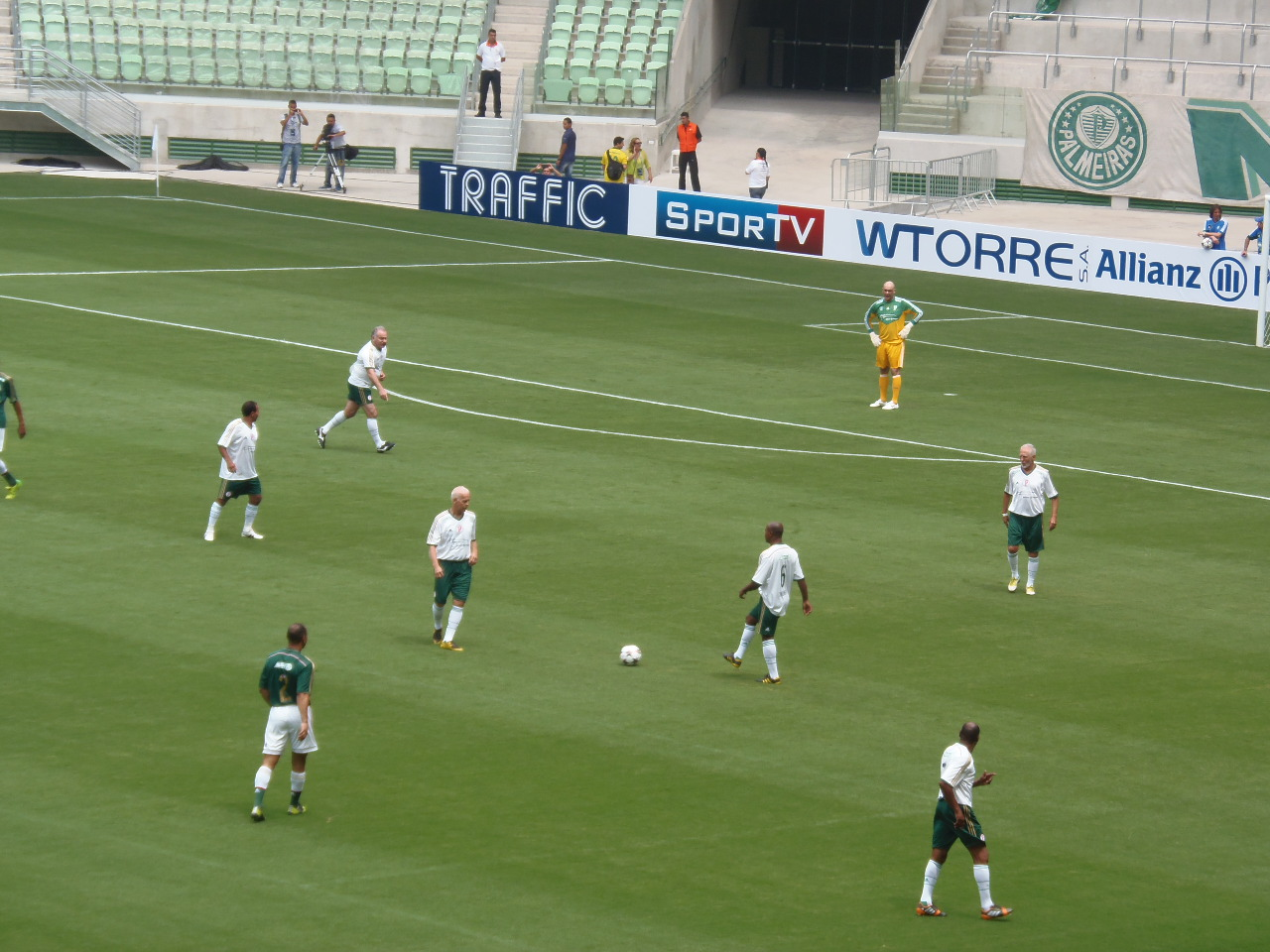
Jogadores durante homenagem a Ademir da Guia no Allianz Parque em 2014

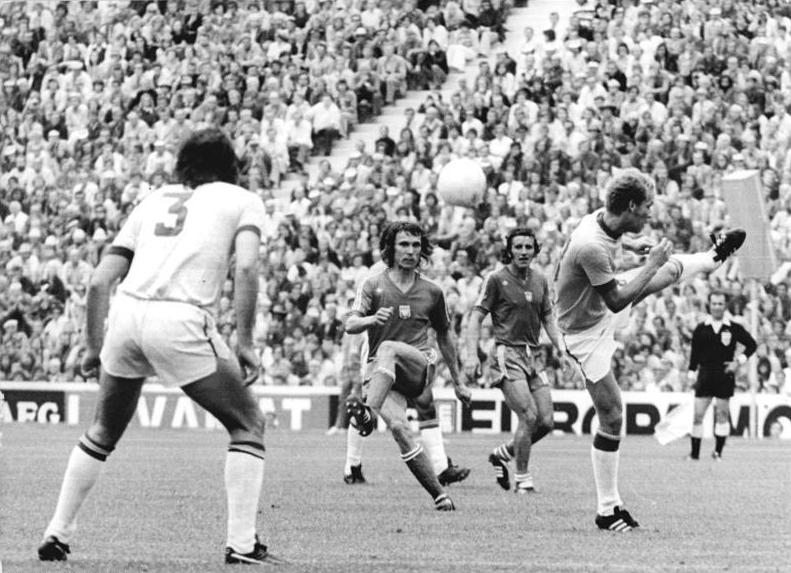
Ademir da Guia, à direita, em partida contra a Polônia na Copa de 1974

Ademir é filho de Domingos da Guia, zagueiro que brilhou na década de 1930. Alto e esguio, chegou a atuar como centroavante no início da carreira, mas sempre preferiu o meio-campo.
Desembarcou em São Paulo no ano de 1961, vindo do Bangu-RJ, clube que o revelou para o futebol, assim como a seu pai e a seu tio, Ladislau da Guia (maior artilheiro da história do Bangu, com 215 gols). Destaque no clube carioca aos 19 anos, Ademir já era sondado por Fluminense, Botafogo e Santos, além de ter despertado o interesse dos espanhóis Barcelona e Valencia. No entanto, foi o Palmeiras que pagou caro pelo jovem. Após ter estreado pelo clube paulista em 1962, permaneceu no Verdão até encerrar a carreira em 1977.
Ao lado de Dudu, formou um célebre meio-campo na equipe palmeirense. Conquistou cinco vezes o Campeonato Brasileiro, cinco vezes o Campeonato Paulista, e tem a impressionante marca de 902 jogos disputados, 153 gols marcados e dezenas de títulos conquistados, entre campeonatos oficiais e torneios amistosos nacionais e internacionais.
Em 1984, já aposentado, jogou um amistoso festivo pelo Palmeiras.
Em 2001, teve sua biografia publicada por Kleber Mazziero. Já em 2006, foi lançado um documentário sobre a sua carreira, intitulado Um Craque Chamado Divino.
No dia 25 de outubro de 2014, foi realizada uma partida festiva chamada de "Jogo Divino" em homenagem a Ademir da Guia, então com 72 anos de idade. A festa, que recebeu 10 mil convidados, fez parte de um evento-teste do Allianz Parque, nova arena do Palmeiras inaugurada oficialmente dias depois. Com a participação de vários ex-jogadores do clube, o evento foi considerado um sucesso. A partida contou com duas equipes do Palmeiras, sendo uma vestida de verde e a outra de branco. O jogo terminou empatado com o placar de 3 a 3, sendo que um dos gols, de pênalti, foi marcado por Ademir, o primeiro da história da nova arena.

### Carreira politica
Depois de ter sido eleito vereador em 2004 pelo PC do B, por convite de Aldo Rebelo, Ademir tentou prosseguir na carreira política ao concorrer à reeleição para vereador em 2008. O ex-jogador tentou mais em quatro eleições, para deputado estadual, em 2014, para vereador, em 2016, para deputado estadual, em 2018 e novamente em 2020 para vereador, mas todas sem sucesso – esta última teve sua candidatura indeferida.

## Frases históricas sobre Ademir
Em 2001, o ex-jogador e ídolo corintiano Sócrates escreveu sobre a vida de Ademir da Guia:
| “ | "O futebol nos ofereceu em sua trajetória um grande bailarino, Ademir da Guia, a colocação impecável, a fronte eternamente erguida, a calma irritante, o passe perfeito, a simplicidade dos gestos, o alcance dos passos, a lentidão veloz e o raciocínio implacável ficaram definitivamente em nossa memória. Ademir representou o vértice da serenidade e competência. Passeava pelos gramados como um cisne, encantando a todos. Infelizmente, esse arsenal de qualidades nunca foi usado pela seleção brasileira, que, através de seus representantes, não atendia o clamor popular pela sua convocação, sempre excluindo-o. A cada convocação, todos esperávamos ansiosos e nos perguntávamos se ele seria parte da lista. Injustiça! É uma honra escrever o prefácio de sua história!" | ” |

Em 1975, João Cabral de Melo Neto dedicou-lhe um poema:
| “ | Ademir impõe com seu jogo o ritmo do chumbo (e o peso), da lesma, da câmera lenta, do homem dentro do pesadelo. (...) | ” |

Durante a vitoriosa carreira de Ademir, o jornalista Armando Nogueira falou a seguinte frase:
| “ | "Ademir da Guia tem nome, sobrenome e futebol de craque" | ” |

Trecho da música "Filho do Divino", composta por Arnaud Rodrigues e gravada em 1977 por Moacyr Franco:
| “ | "Obrigado, Domingos Pois que deste ao mundo um filho Divino" | ” |

## Estatísticas

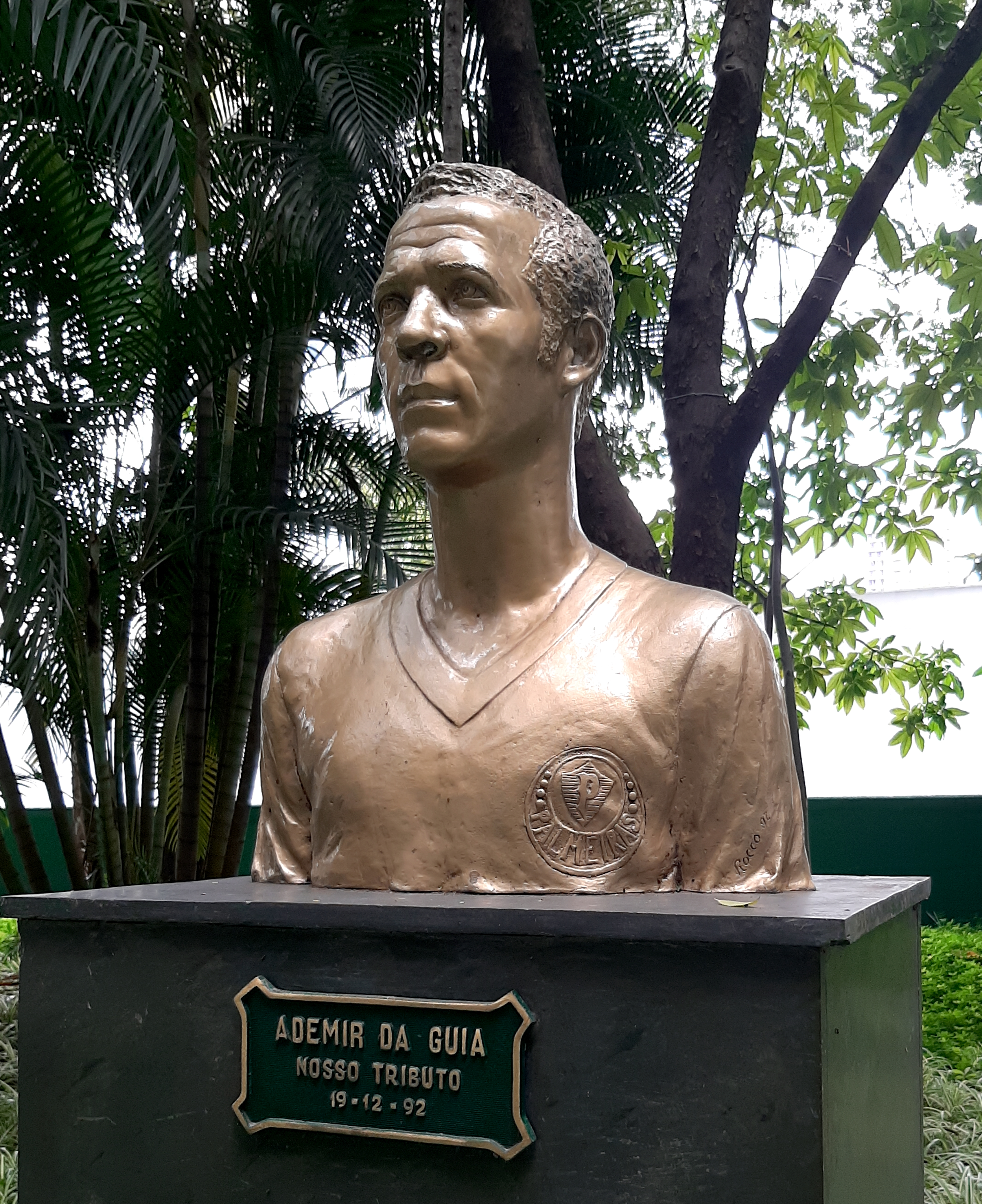
Busto na sede do Palmeiras

- Partidas pelo Palmeiras: 902 (recordista do clube)[17]
- Gols pelo Palmeiras: 153 (3° maior goleador do clube)
- Gols na carreira: 165
- Partidas pela Seleção: 14

## Títulos
Bangu
- International Soccer League: 1960

Palmeiras

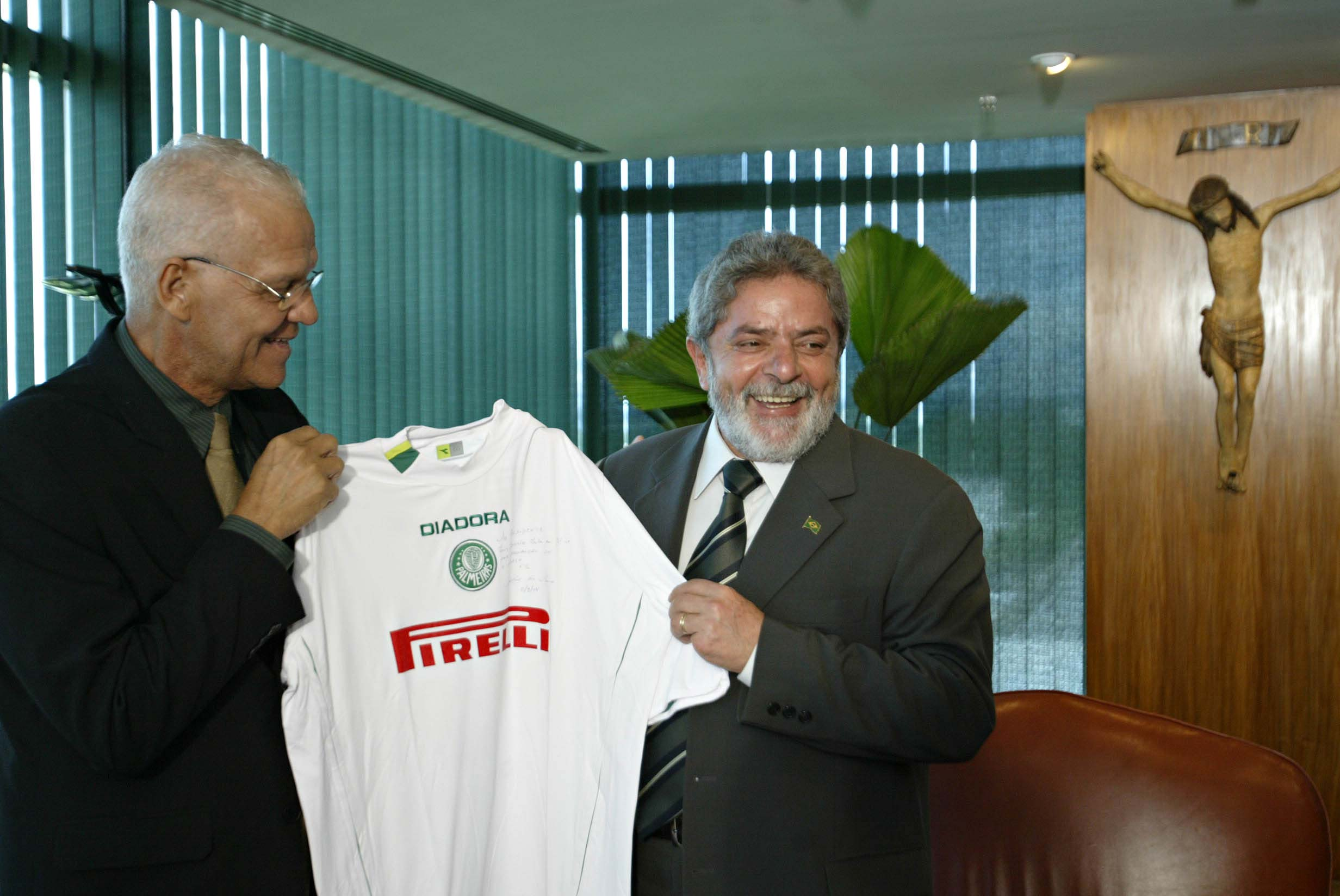
Ademir da Guia presenteia o presidente Luiz Inácio Lula da Silva em 2004 com a camisa do Palmeiras

- Campeonato Paulista: 1963, 1966, 1972, 1974 e 1976
- Torneio Rio–São Paulo: 1965
- Campeonato Brasileiro: 1967¹, 1967², 1969, 1972 e 1973

### Prêmios individuais
- Melhor jogador do Campeonato Paulista: 1966
- Troféu Arthur Friedenreich melhor meia do Campeonato Paulista: 1970, 1972, 1974
- Bola de Prata da revista Placar: 1972
- Maior ídolo da História do Palmeiras (Goal.com):2023[18]

## Publicações sobre Ademir da Guia
Livros
- MAZZIERO DE SOUZA, Kleber - Divino: a vida e a arte de Ademir da Guia. Rio de Janeiro: Editora Gryphus, 2001; ISBN 8575100092.[8]
- HELENA JÚNIOR, Alberto - Palmeiras, a eterna Academia - 2ª Edição. São Paulo: DBA, 2003.
- UNZELTE, Celso Dario e VENDITTI, Mário Sérgio - Almanaque do Palmeiras. São Paulo: Editora Abril, 2004.
- DUARTE, Orlando - O alviverde imponente. São Paulo: Companhia Editora Nacional, 2008.

Documentários
- Um Craque Chamado Divino (2006) - Direção: Penna Filho

Músicas
- "O Filho do Divino", de Arnaud Rodrigues (1977), interpretado por Moacyr Franco[20]
- “Obrigado Divino”, de Penna Filho, interpretado por Grupo Quebrando o Galho[20]
- "Ademir Divino", de Mauro Pirata
- "Estrela Guia", de Alberto Gino